# Saltara
Saltara (im lokalen Dialekt: Saltéra) ist eine Fraktion der italienischen Gemeinde (comune) Colli al Metauro und war bis 2016 eine eigenständige Gemeinde.

## Geografie
Saltara liegt etwa 17,5 Kilometer südsüdwestlich von Pesaro am Metauro auf einer Höhe von 160 m s.l.m.

## Geschichte
Die erste urkundliche Erwähnung datiert auf eine Bulle Papst Johannes VIII. (Papst von 872 bis 882). Später wird Saltara im Jahr 1139 noch einmal erwähnt, wenngleich die Lage an der alten Via Flaminia bereits eine frühere Besiedlung nahelegt.
Die Gemeinde Saltara wurde am 1. Januar 2017 mit Montemaggiore al Metauro und Serrungarina zur neuen Gemeinde Colli al Metauro zusammengeschlossen, sie bestand aus den Fraktionen Borgaccio und Calcinelli. Die Gemeinde Saltara hatte 6925 Einwohner (Stand 31. Dezember 2015) auf einer Fläche von 9,97 km² und war Teil der Comunità montana del Metauro. Nachbargemeinden von Saltara waren Cartoceto, Montemaggiore al Metauro und Serrungarina.
Schutzpatron des Ortes ist Sebastian.

## Verkehr
Der Bahnhof an der früheren Strecke von Fano nach Urbino besteht seit der Stilllegung der Strecke 1987 nicht mehr. Die Strada statale 73 bis di Bocca Trabaria führt von Fano nach San Giustino in Umbrien.

## Persönlichkeiten
- Vincenzo Del Signore (1881–1967), Bischof von Fano, wurde in Saltara geboren
- Nello Iacchini (1919–1977), Widerstandskämpfer

## Gemeindepartnerschaften
- Caumont-sur-Durance,
- Bietigheim, Baden-Württemberg
- Police nad Metují, Tschechien